# Онеймия (город, Миннесота)

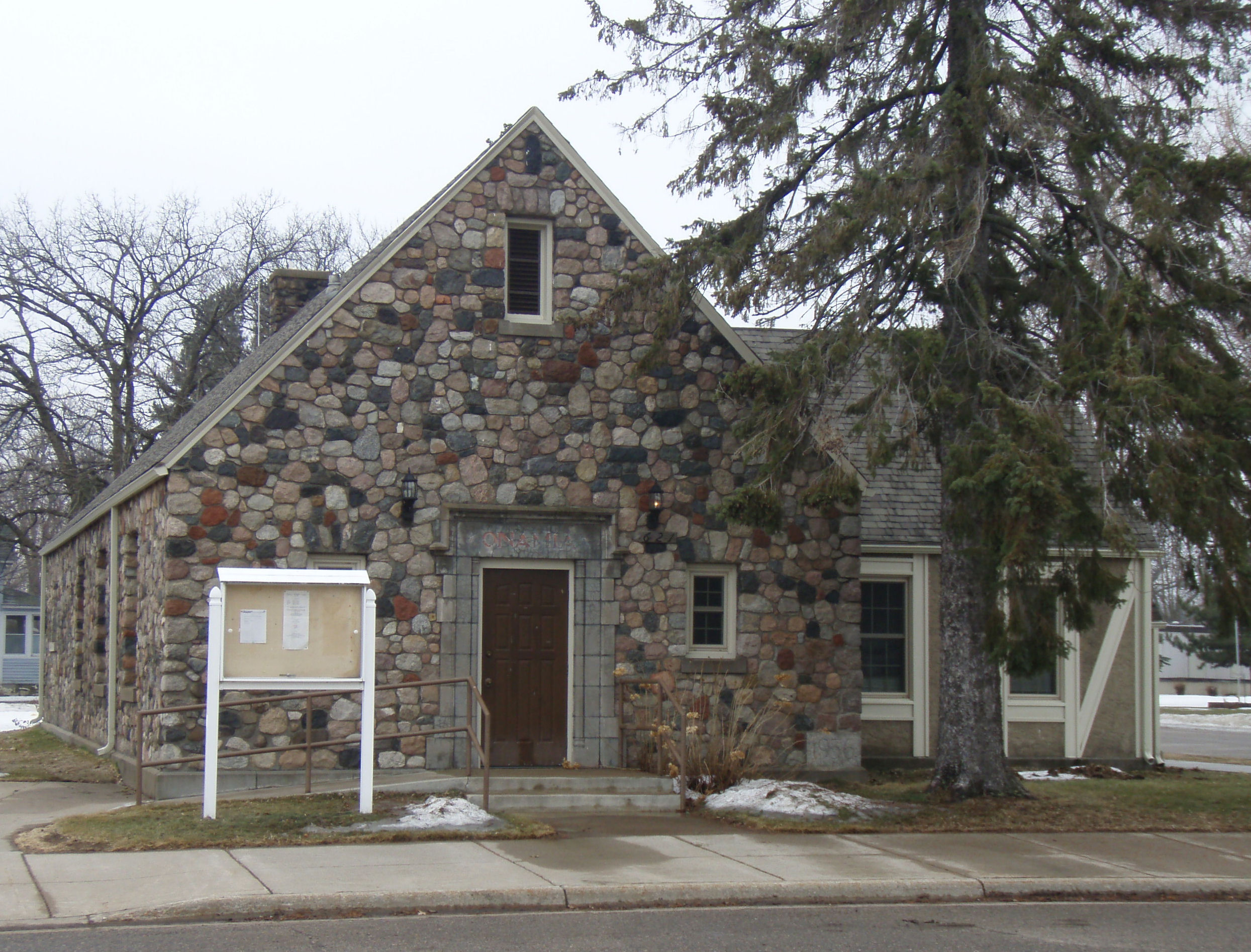
Каменный дом в городе Онеймия, США

Онеймия (англ. Onamia) — город в округе Мил-Лакс, штат Миннесота, США. На площади 2,3 км² (2,3 км² — суша, водоёмов нет), согласно переписи 2002 года, проживают 847 человек. Плотность населения составляет 362,3 чел./км².
- Телефонный код города — 320
- Почтовый индекс — 56359
- FIPS-код города — 27-48310[1]
- GNIS-идентификатор — 0648967[2]